# Чиланы
Чиланы (хак. Чыланнығ — «Змеиное») — село в Таштыпском районе Республики Хакасия Российской Федерации. Входит в Бутрахтинский сельсовет.

## География
Расположено в 11 км к северо-востоку от райцентра с. Таштып. Село находится на берегу одноимённой реки, впадающей в реку Таштып. Расстояние до ближайшей ж.-д. станции Абаза — 36 км.

## История
Чиланы основано в 1700.

## Население
| 2002 | 2010 |
| ---- | ---- |
| 155  | ↗164 |

## Национальный состав
Хакасы, русские.

## Известные уроженцы, жители
Торокова, Ирина Семёновна (1968—2000) — тюрколог, исследовавший лексикологию хакасского языка.

## Инфраструктура
Личное подсобное хозяйство с зоной сельскохозяйственного использования, индивидуальная застройка усадебного типа.
В Чиланах имеется начальная школа (основана в 1912), сельский клуб, библиотека.

## Достопримечательности
Памятник Великой Отечественной войны в центре села. На памятнике мемориальные доски с фамилиями односельчан-фронтовиков.

## Транспорт
Автобусное сообщение с райцентром. Остановка общественного транспорта «Чиланы» при въезде в село.